# Mindanaói lóri
A mindanaói lóri (Saudareos johnstoniae), korábban Apo-lóri, a madarak (Aves) osztályának a papagájalakúak (Psittaciformes) rendjéhez, és a szakállaspapagáj-félék (Psittaculidae) családjába, azon belül a lóriformák (Loriinae) alcsaládjába tartozó faj.

## Rendszerezése
A fajt Ernst Hartert német ornitológus írta le 1903-ban.
A 2020-ban lezajlott filogenetikai vizsgálatok eredményeképp sorolták át a a Trichoglossus nemből a Saudareos nembe.

## Alfajai
- Saudareos johnstoniae johnstoniae - Mindanao középső és délkeleti része
- Saudareos johnstoniae pistra - Mindanao nyugati része

## Előfordulása
A Fülöp-szigetekhez tartozó Mindanao szigetén honos.  Természetes élőhelyei a szubtrópusi vagy trópusi hegyi esőerdők. Vándorló.

## Megjelenése
Testhossza 20 centiméter, testtömege 48–62 gramm. Szárnyain sötétzöld tollak, a szárny végén fekete tollak helyezkednek el. Hasán világos és közép zöld tollak váltják egymást. Tarkójától a csőréig fekete maszk található. Írisze fekete, szemét kék kör övezi. Csőre, a maszk fölötti rész és a begye vöröses színezetű. Lába szürkés barna.

## Életmódja
Virágok nektárjával táplálkozik.

## Szaporodása
Májusban, márciusban költ, fészekalja két tojásból áll.

## Természetvédelmi helyzete
Az elterjedési területe kicsi és a fakitermelés miatt még csökken is, egyedszáma 7 000 példány alatti és a vadászat miatt ez is csökken. A Természetvédelmi Világszövetség Vörös listáján mérsékelten fenyegetett fajként szerepel.

## Külső hivatkozások
- Képek az interneten a fajról
- Xeno-canto.org - a faj hangja és elterjedési területe